# Alexander Belonogoff
Alexander Belonogoff est un rameur australien né le 17 avril 1990 à Moura. Il a remporté avec Karsten Forsterling, Cameron Girdlestone et James McRae la médaille d'argent du quatre de couple aux Jeux olympiques d'été de 2016 à Rio de Janeiro.